# متنزه شاطئ هاملين الحكومي
تبلغ مساحة متنزه شاطئ هاملين الحكومي 1,287 أكر (5.21 كـم2) يقع على شاطئ بحيرة أونتاريو في بلدة هاملين بمقاطعة مونرو، نيويورك، الولايات المتحدة. يمر متنزه بحيره ولاية اونتاريو بارك واي عبر المتنزه.

## تاريخ
أصبح شاطئ هاملين أول متنزه في عام 1929، بعد أن اشترت مقاطعة مونرو ما مجموعه 597 أكر (2.42 كـم2) مقابل 169.373 دولار. كان المتنزه، التي عُرف في البداية باسم متنزه شاطئ الشمال الغربي، تتألف من ملكية تشارلز ولف السابقة والأراضي الزراعية المحيطة بها. تم تغيير اسم المتنزه إلى متنزه شاطئ هاملين في عام 1930.
أثناء وجوده تحت ملكية المقاطعة، تم بناء معسكر لفيلق الحفظ المدني في المتنزه، وعمل العمال المقيمون في المخيم على تحسين مرافق المتنزه بين عامي 1935 و 1941. خلال الحرب العالمية الثانية، تم استخدام الموقع كمعسكر لأسرى الحرب، حيث كان يأوي أسرى الحرب الألمان بين عامي 1944 و 1946. كان المخيم بمثابة مركز عمل ، حيث وفر العمال للمزارع المحلية ومصانع تجهيز الأغذية في منطقة هاملين. تم تفكيك المخيم عندما انتهت الحرب.
تم نقل الموقع إلى ملكية ولاية نيويورك في عام 1938، وتم تغيير اسمه إلى متنزه شاطئ هاملين الحكومي. بعد الحرب العالمية الثانية، تم تمديد متنزه بحيره ولاية اونتاريو بارك واي عبر المتنزه، مما أدى إلى زيادة إمكانية الوصول. تم توسيع ساحة انتظار السيارات لاستيعاب الزيادة في عدد الزوار، كما تم بناء المخيمات.
يمكن رؤية أدلة على التحسينات التي أجراها فيلق الحماية المدنية، بما في ذلك الأعمال الحجرية على الجدران الأمامية والحواجز والأجنحة. كان عملهم في المتنزه مسؤولاً عن ستة مبانٍ واستصلاح المستنقعات على الطرف الشرقي.
خلال السبعينيات، كان المتنزه، وتحديداً الشاطئ، تعاني من كميات كبيرة من التآكل من العواصف. تم توفير التمويل الفيدرالي والولائي وأعيد بناء الشواطئ وأضيفت الأرصفة البحرية للمساعدة في منع المزيد من الضرر. بدأ التطوير على مسار خط جدول يانتي الطبيعي أيضًا. إنه الآن مسار بطول ميل مع علامات تعليمية على طول الطريق.
في عام 2008، بدأ متطوعون من أصدقاء شاطئ هاملين في إزالة الفرشاة من أراضي معسكر سي سي سي\ بي أو دابليو السابق الذي يقع قبالة طريق موسكو في هاملين. تم افتتاح مسار تفسيري يشرح تاريخ المخيم رسميًا في عام 2014.

## وصف المتنزه

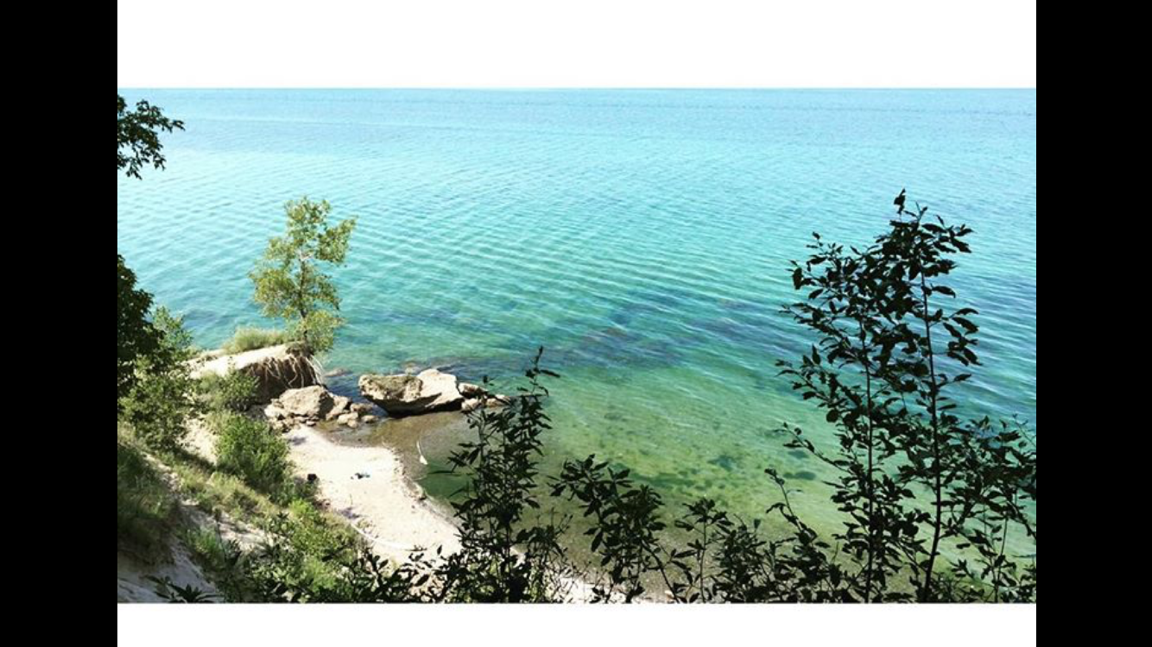
ديفلز نوز بمتنزه شاطئ هاملين الحكومي

يوفر متنزه شاطئ هاملين الحكومي شاطئًا وطاولات نزهة مع أجنحة وملعبًا وبرامج ترفيهية ومسارًا طبيعيًا وركوب الأمواج والمشي لمسافات طويلة وركوب الدراجات وصيد الأسماك ومخيمًا به 264 موقعًا للخيام والمقطورات والتزلج على الجليد والتزلج الريفي على الثلج والتزلج على الجليد، مقطورة للقوارب وتمتاز بالمطاعم.
المتنزه مفتوح على مدار العام، ويسمح بالسباحة من منتصف يونيو حتى عيد العمال. تتوفر المعسكرات من أوائل مايو حتى يوم كولومبوس. يُغلق الشاطئ أحيانًا بسبب التلوث.
ثلاثة مواقف للسيارات، بسعة 2500 مركبة، متوفرة على طول الطريق الرئيسي عبر المتنزه. يتم تقييم رسوم وقوف السيارات بقيمة 7 دولارات للمركبات (يتم خصمها إلى 3 دولارات لموسم 2019). المتنزه سهلة الوصول لذوي الاحتياجات الخاصة. يُسمح باصطحاب الحيوانات الأليفة على مقاود 6 قدم (1.8 م) أو أقل، ويجب أن يكون لديك دليل على التطعيم قبل الدخول إلى منطقة التخييم. لا يسمح بوجود حيوانات على الشاطئ.
ومقطورة للقوارب إما من إطلاق يدوي مخصص شمال موقف السيارات في المنطقة 1 أو من المقطورات التي تعلوا السيارات في الطرف الشرقي من الشاطئ بالقرب من منطقة وقوف السيارات في يانتي كريك .
في عام 2016، أُعلن أن الحاكم كومو كان يمنح متنزه شاطئ هاملين الحكومي 2.25 مليون دولار لبرنامج تحسين المتنزه. بهذه الأموال، خضع الحمام القديم من الحجر الرملي عام 1939، الذي بناه أعضاء فيلق الحفظ المدني، لعملية إعادة تشكيل مكثفة. تم تفكيكها وتحسينها. أيضًا، تم تركيب حمامات جديدة في الحلقتين A و B في منطقة المخيم.

### الممرات
يقع ممر يانتي قريك الطبيعي على الطرف الشرقي من المتنزه ويمكن الوصول إلى الممر عن طريق المتنزه. يوجد موقف سيارات يتسع لحوالي 10 سيارات في الطريق. الممر عبارة عن حجر أو نشارة ورياح وكأنها في حلقة. اللافتات الإعلامية متوفرة على طول الطريق. خط الممر الساحلي هو ممر مرصوف يمتد على طول البحيرة من الشرق إلى الغرب، ويمر بالشواطئ. هناك العديد من المسارات الصغيرة الأخرى داخل المخيمات والمناطق المشجرة الأخرى.
أنف الشيطان عبارة عن خدعة ترابية صغيرة في أقصى الطرف الغربي من المتنزه. الخدعة المغطاة بالأشجار هي جزء من مياه ضحلة رملية وطينية أكبر تمتد لمسافة 1 ميل (1.6 كـم) تحت البحيرة. كان الجزء الموجود فوق الماء من الأنف أكبر من ذلك بكثير، لكن ارتفاع مستويات البحيرة والتعرية قلل من حجمها بشكل كبير. في عام 2018 ، بدأ العمل في إعادة فتح المسارات للجمهور. تم وضع النشارة، ووضع الأسوار، وأعيد فتح الممرات في عام 2019 للوصول العام. يتم نشر علامات البقاء في الخلف بشكل متكرر بسبب انخفاض القدم بمقدار 200 قدم.
أنف الشيطان هو موقع حطام العديد من السفن، بما في ذلك نيويورك في ديسمبر 1799 و س. رييف في 22 نوفمبر 1862؛ الميرا في 8 يونيو 1863؛ وجون ويدن في 27 أكتوبر 1869.

## روابط خارجية
- New York State Parks: Hamlin Beach State Park
- Friends of Hamlin Beach State Park[وصلة مكسورة]